# Museu d'art de Rwesero
El Museu d'art de Rwesero és un museu d'art de Nyanza, a Ruanda fundat el 2006. Es troba en la part superior del pujol Rwesero a la ciutat de Nyanza. El Museu d'Art està vinculat a l'Acadèmia Olímpica, el Centre Cultural, el Museu de l'Esport, i els estadis de diversos esports, ja que forma part de l'Institut de Museus Nacionals de Ruanda.
Dissenyat per un arquitecte belga, l'edifici va ser construït entre el 1957 i el 1958 com un palau per al rei Muthar III, però mai va tenir temps per anar-hi a viure, ja que va morir el 1959, abans que el pogués ocupar. Posteriorment, l'edifici va albergar diverses institucions estatals, incloent l'Alt Tribunal i la Cort Suprema. A principis del segle xxi, l'edifici va ser transferit a l'Institut de Museus Nacionals de Rwanda, que el 2006 va obrir el museu d'art.
La galeria és principalment d'art contemporani. Fins al 2009 cada any es feia un concurs d'obres d'art i les que guanyaven passaven a formar part de la galeria, creant així una secció d'art contemporani de Ruanda. La majoria dels treballs són de ruandesos, però també hi ha obres d'artistes d'altres països d'Àfrica i la resta del món.